# Kay Schweigmann-Greve

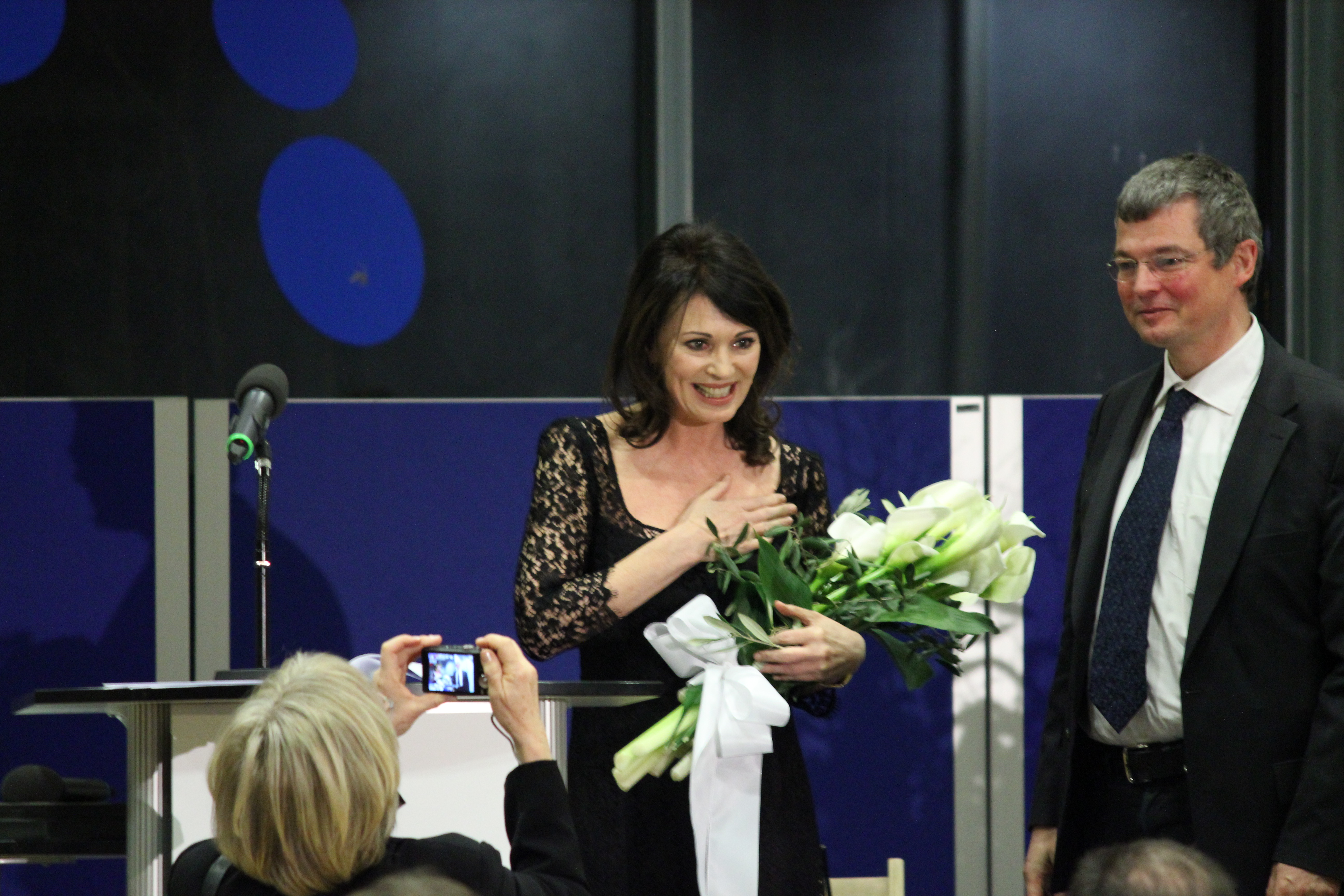
Kay Schweigmann-Greve bei der Verleihung des Theodor-Lessing-Preises an Iris Berben 2013 in Hannover

Kay Schweigmann-Greve (auch: Kay Schweigmann-Grewe; geboren 1962) ist ein deutscher Jurist und Übersetzer der jiddischen Sprache sowie Autor.

## Leben und Werk
Schweigmann-Greve studierte die Fächer Philosophie, Geschichte und Rechtswissenschaft und promovierte in Potsdam an der dortigen Universität im Jahr 2011 über den Neukantianer und jüdisch-russischen Sozialrevolutionär und Theoretiker Chaim Zhitlowsky. Neben Übersetzungen aus dem Jiddischen veröffentlichte Schweigmann-Greve insbesondere zur bürgerlichen und proletarischen Jugendbewegung sowie zur jüdischen Arbeiterbewegung.
Er war zunächst in der Bündischen Jugend aktiv und ist seit 1979 bei den Falken in Hannover und war dort von 1990 bis 1993 Bezirksvorsitzender sowie Mitbegründer des dortigen Israel-Arbeitskreises. Seit 1996 wirkt er als Justiziar in einer Kommune. Zudem leitet er seit 2003 als Vorsitzender die Ortsgruppe der Deutsch-Israelische Gesellschaft (DIG) sowie seit 2009 den Trägerverein der Jüdischen Bibliothek in Hannover.
In Tagesmedien nimmt er aus aktuellen Anlässen Stellung, so in der linken Tageszeitung junge Welt zu Antisemitismus, richterlichen Entscheidungen und Meinungsfreiheit.

## Schriften (Auswahl)
eigene Schriften
- Staatsbürgerliche Gleichheit und national-kulturelle Autonomie. Der „Allgemeine Jüdische Arbeiterbund“: Eine sozialdemokratische Minderheitenpartei im Kampf für politische Gleichheit und personale national-kulturelle Autonomie im zaristischen Russland und der Republik Polen bis zum Holocaust (= Archiv-Forum, Nr. 1), Oer-Erkenschwick: Archiv der Arbeiterjugendbewegung, 1988, ISBN 3-926734-40-X.
- Chaim Zhitlowsky. Philosoph, Sozialrevolutionär und Theoretiker einer säkularen nationaljüdischen Identität, zugleich Dissertation 2011 an der Universität Potsdam, 1. Auflage, Hannover: Wehrhahn, 2012, ISBN 978-3-86525-268-5; Inhaltsverzeichnis und Inhaltstext.
- Erich Lindstaedt. 1906–1952. Mit Hordentopf und Rucksack, als Funktionär der Arbeiterjugendbewegung in die Bonner Republik (= Kleine Schriften zur Erinnerung Heft 4), [Peine]: Hahn, 2015, ISBN 978-3-7752-6172-2; Inhaltsverzeichnis und Inhaltstext.
- Kurt Löwenstein. Demokratische Erziehung und Gegenwelterfahrung (= Jüdische Miniaturen, Band 187), 1. Auflage, Berlin: Verlag Hentrich & Hentrich, 2016, ISBN 978-3-95565-153-4; Inhaltsverzeichnis.

als Herausgeber:
- Seminar jiddische Lyrik. Schüler übersetzen Gedichte von Lev Berinsky, Texte teilweise in deutscher, teilweise in jiddischer und deutscher Sprache, Veranstaltung vom 21. bis 23. November 2003 im Naturfreundehaus am Löns-See, veranstaltet von der Sozialistischen Jugend Deutschlands – Die Falken (Bezirk Hannover) in Verbindung mit der Deutsch-Israelischen Gesellschaft – AG Hannover, Hannover: SJD – Die Falken, 2004.
- Tacheles reden! Verleihung des Theodor-Lessing-Preises an Wolf Biermann, Dokumentation der anlässlich der Verleihung am 6. März 2008 im Haus der Region Hannover gehaltenen Wortbeiträge, 1. Auflage, Hannover: DIG, 2008.
- Iris Berben: Eintreten für Israel. Verleihung des Theodor-Lessing-Preises 2013, Dokumentation der Festreden, mit Fotos von Torben Stephan und Cordula Paul, 1. Auflage, Hannover: Deutsch-Israelische Gesellschaft, 2013.